# Kazuki Minami
Kazuki Minami, född 24 januari 2000, är en japansk gymnast.

## Karriär
Vid världsmästerskapen i artistisk gymnastik 2023 tog han silver i fristående. Han ingick också i det japanska laget som tog guld vid samma mästerskap.